# Diócesis de Nanterre
La diócesis de Nanterre (en latín: Dioecesis Nemptodurensis y en francés: Diocèse de Nanterre) es una circunscripción eclesiástica de la Iglesia católica en Francia. Se trata de una diócesis latina, sufragánea de la arquidiócesis de París. Desde el 5 de junio de 2018 su obispo es Matthieu Rougé.

## Territorio y organización

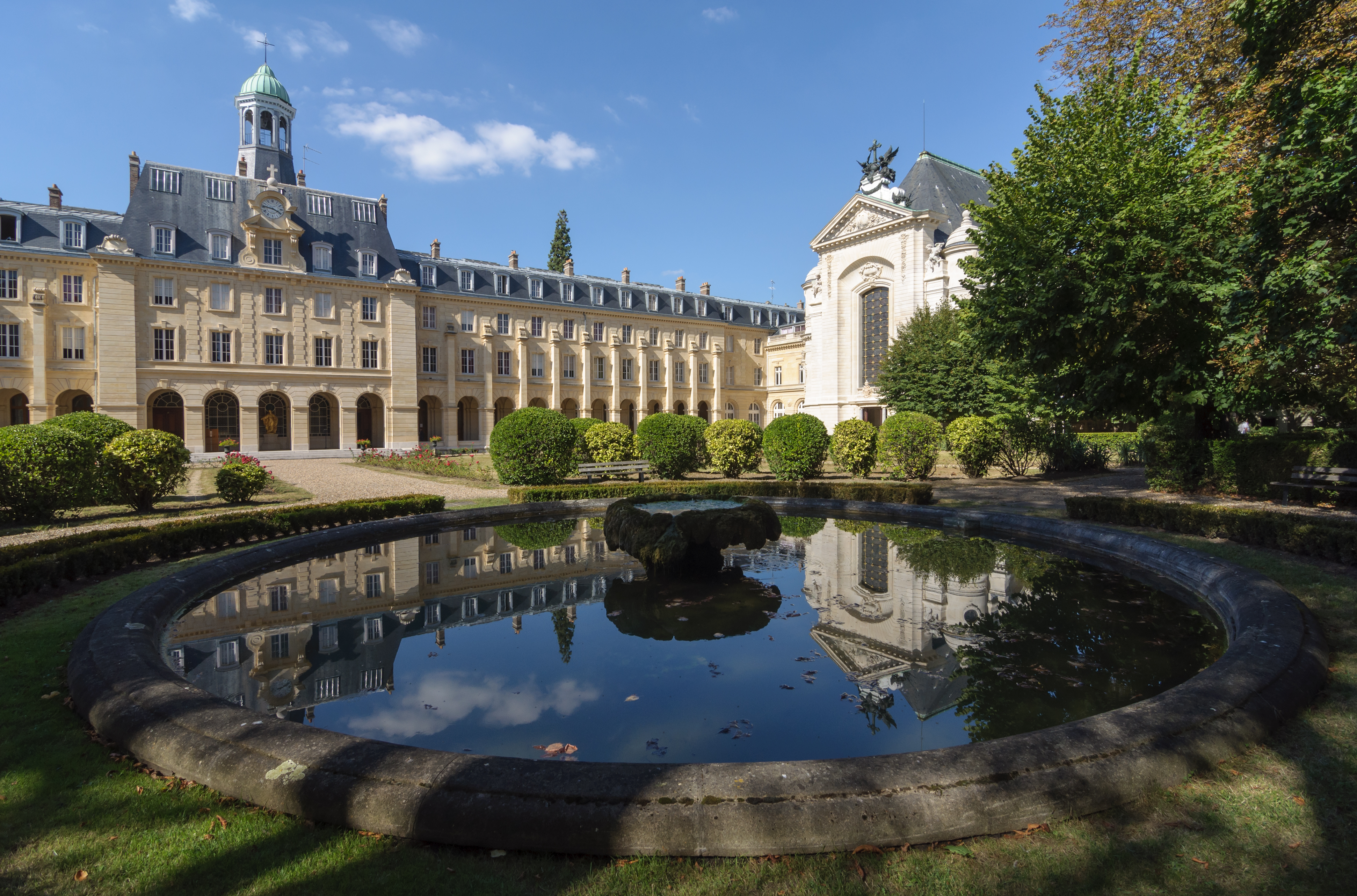
Seminario interdiocesano, en Issy-les-Moulineaux

La diócesis tiene 176 km² y extiende su jurisdicción sobre los fieles católicos de rito latino residentes en el departamento de Altos del Sena, en la región de Isla de Francia.
La sede de la diócesis se encuentra en la ciudad de Nanterre, en donde se halla la Catedral de Santa Genoveva y San Mauricio. En el territorio diocesano, en Issy-les-Moulineaux, se encuentra el seminario de Saint Sulpice, erigido por Jean-Jacques Olier fundador de la Compañía de Sacerdotes de San Sulpicio en el siglo XVII. El edificio sirve como seminario interdiocesano para muchas de las diócesis del norte de Francia.
En 2021 en la diócesis existían 78 parroquias agrupadas en 9 decanatos.

## Historia
La diócesis fue erigida el 9 de octubre de 1966 con la bula Qui volente Deo del papa Pablo VI. La mayor parte del territorio (correspondiente a 27 municipios) fue tomado de la arquidiócesis de París, mientras que una pequeña parte (correspondiente a 9 municipios) fue tomada de la diócesis de Versalles.

## Estadísticas
Según el Anuario Pontificio 2022 la diócesis tenía a fines de 2021 un total de 972 380 fieles bautizados.
| Año                                                                             | Población            | Población | Población      | Sacerdotes | Sacerdotes    | Sacerdotes    | Bautizados por sacerdote | Diáconos permanentes | Religiosos | Religiosos | Parroquias |
| Año                                                                             | Bautizados católicos | Total     | % de católicos | Total      | Clero secular | Clero regular | Bautizados por sacerdote | Diáconos permanentes | Varones    | Mujeres    | Parroquias |
| ------------------------------------------------------------------------------- | -------------------- | --------- | -------------- | ---------- | ------------- | ------------- | ------------------------ | -------------------- | ---------- | ---------- | ---------- |
| 1970                                                                            | 1 300 000            | 1 470 540 | 88.4           | 552        | 453           | 99            | 2355                     |                      | 190        | 1529       | 73         |
| 1980                                                                            | 1 225 000            | 1 436 000 | 85.3           | 357        | 248           | 109           | 3431                     | 3                    | 199        | 1150       | 117        |
| 1990                                                                            | 1 189 000            | 1 435 000 | 82.9           | 369        | 243           | 126           | 3222                     | 6                    | 211        | 750        | 117        |
| 1999                                                                            | 950 000              | 1 410 000 | 67.4           | 324        | 179           | 145           | 2932                     | 24                   | 236        | 696        | 80         |
| 2000                                                                            | 963 000              | 1 430 000 | 67.3           | 330        | 186           | 144           | 2918                     | 30                   | 231        | 691        | 80         |
| 2001                                                                            | 950 000              | 1 410 000 | 67.4           | 346        | 193           | 153           | 2745                     | 30                   | 262        | 687        | 80         |
| 2002                                                                            | 950 000              | 1 410 000 | 67.4           | 330        | 188           | 142           | 2878                     | 33                   | 208        | 520        | 80         |
| 2003                                                                            | 857 000              | 1 428 881 | 60.0           | 281        | 169           | 112           | 3049                     | 33                   | 142        | 505        | 80         |
| 2004                                                                            | 857 000              | 1 428 881 | 60.0           | 263        | 151           | 112           | 3258                     | 36                   | 142        | 430        | 80         |
| 2013                                                                            | 945 000              | 1 561 745 | 60.5           | 283        | 172           | 111           | 3339                     | 51                   | 178        | 387        | 83         |
| 2016                                                                            | 950 463              | 1 586 434 | 59.9           | 272        | 183           | 83            | 394                      | 49                   | 152        | 358        | 81         |
| 2019                                                                            | 971 000              | 1 620 776 | 59.9           | 258        | 176           | 82            | 3763                     | 57                   | 164        | 295        | 81         |
| 2021                                                                            | 972 380              | 1 623 140 | 59.9           | 260        | 169           | 91            | 3739                     | 63                   | 173        | 256        | 78         |
| Fuente: Catholic-Hierarchy, que a su vez toma los datos del Anuario Pontificio. |                      |           |                |            |               |               |                          |                      |            |            |            |

## Episcopologio
- Jacques Marie Delarue † (9 de octubre de 1966-23 de agosto de 1982 falleció)
- François-Marie-Christian Favreau † (8 de septiembre de 1983-18 de junio de 2002 renunció)
- Gérard Antoine Daucourt (18 de junio de 2002-14 de noviembre de 2013 renunció)
- Michel Aupetit (4 de abril de 2014-7 de diciembre de 2017 nombrado arzobispo de París)
- Matthieu Rougé, desde el 5 de junio de 2018